# Stanisław Sierotwiński (1909–1975)
Stanisław Sierotwiński (ur. 6 lutego 1909 w Krakowie, zm. 23 lipca 1975 tamże) – historyk literatury, profesor krakowskiej Wyższej Szkoły Pedagogicznej.

## Życiorys
Syn Stanisława wiceprezesa Krakowskiej Kongregacji Kupieckiej. W 1927 zdał maturę i zaczął studiować na Uniwersytecie Jagiellońskim filologię polską. Na podstawie monografii o Mieczysławie Pawlikowskim uzyskał w 1936 stopień doktora w Uniwersytecie Poznańskim. W latach 1936— 1939 jako urzędnik prywatny w Stanisławowie. Podczas okupacji przebywał w Krakowie. 15 lutego 1945 zgłosił się do pracy w Bibliotece Jagiellońskiej. Jesienią 1954 rozpoczął on zajęcia dydaktyczne w krakowskiej Wyższej Szkole Pedagogicznej. 
W roku 1957 otrzymał nominację na zastępcę profesora tej uczelni, z którą związał się na trwałe do końca życia. Z dniem 24 czerwca 1957 został przeniesiony z BJ na Uniwersytet Jagielloński, gdzie w Katedrze Historii Literatury Polskiej prowadził, podobnie jak i w WSP, zajęcia z historii literatury polskiej, bibliografii, edytorstwa i nauk pomocniczych. W roku 1963 habilitował się na UJ na podstawie dysertacji Maryla Wolska. Życie, środowisko, twórczość. W 1974 otrzymał nominację na profesora nadzwyczajnego krakowskiej WSP. Już jako wykładowca wyższych uczelni został powołany na członka Komisji Historyczno-literackiej Oddziału PAN w Krakowie. Specjalizował się w rozprawach na temat poezji ludowej Podhala i związków pisarzy polskich z Podhalem, autor Słownika terminów literackich. Opublikował szereg haseł w Słowniku pracowników książki polskiej (1972) oraz wcześniejszym zeszycie próbnym tego wydawnictwa (1958).

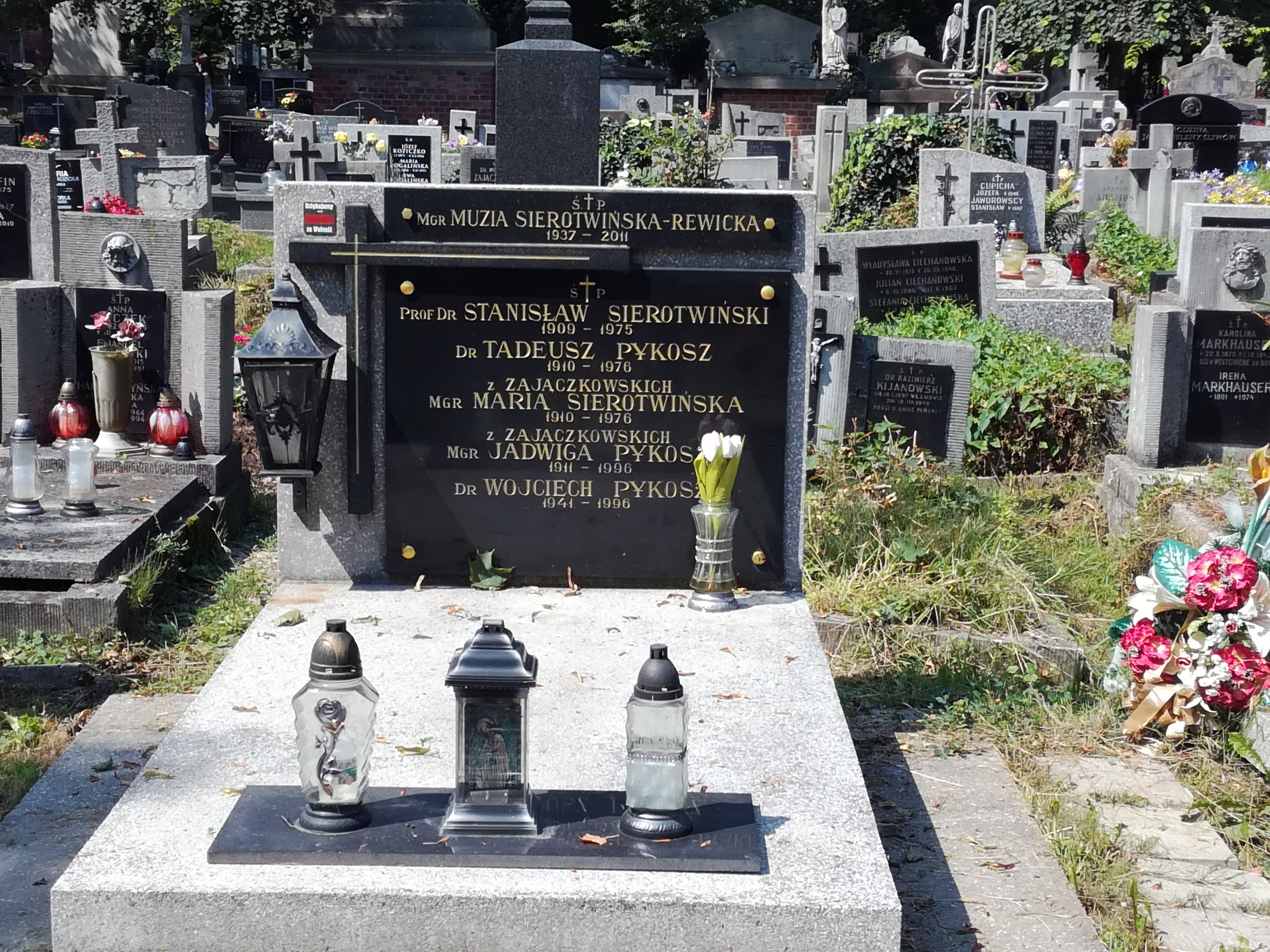
Grób prof. Stanisława Sierotwińskiego na cmentarzu Rakowickim w Krakowie

Pochowany na cmentarzu Rakowickim w Krakowie (kwatera JA, rząd wsch.).